# Immobilitzat
L'immobilitzat està format pel conjunt d'elements patrimonials de l'empresa destinats a ser-hi de forma perdurable. També conegut com a actiu fix, també conegut com a actius de llarga durada o immobilitzat, planta i equip (P&E), és un terme utilitzat per comptabilitzar actius i propietats que no es poden convertir fàcilment en efectiu. Els actius fixos són diferents dels actius corrents, com ara l'efectiu o els comptes bancaris, perquè aquests últims són actius líquids. En la majoria dels casos, només els actius tangibles es diuen com a fixos.
Tot i que la NIC 16 (Norma Internacional de Comptabilitat) no defineix el terme actiu fix, sovint es considera col·loquialment un sinònim d'immobilitzat material. Segons la NIC 16.6, l'immobilitzat material són elements tangibles que:
(a) es mantenen per utilitzar-los en la producció o subministrament de béns o serveis, per al lloguer a tercers o amb finalitats administratives i
(b) s'espera que s'utilitzin durant més d'un període.
Els actius fixos són de dos tipus:
L'immobilitzat es classifica en immaterial i material.
L'immobilitzat immaterial està format per elements patrimonials no tangibles. Un exemple d'aquests elements són les aplicacions informàtiques.
L'immobilitzat material està format per un conjunt d'elements patrimonials tangibles, mobles o immobles qualificats com de patrimonials, i aquells que, sent de domini públic, es troben afectats al funcionament dels serveis.
Així, dins de l'immobilitzat material es troben:
- Terrenys i béns naturals
- Construccions
- Maquinària, instal·lacions i utillatge
- Elements de transport
- Mobiliari
- Equips de processos d'informació (EPI)
- Altre immobilitzat material
- Instal·lacions complexes especialitzades

Un actiu fix també es pot definir com un actiu no venut directament als consumidors o usuaris finals d'una empresa.
Tots aquests elements són del subgrup 20 del quadre de comptes.
Dintre de l'immobilitzat material apareix restant l'amortització acumulada de l'immobilitzat material que és una correcció de valor de caràcter irreversible que ha d'establir-se de forma sistemàtica al final d'any, en funció de la vida útil dels béns, o atès la depreciació que normalment acusin pel seu funcionament, ús o desgast. Aquesta depreciació és una despesa i, en conseqüència, afectarà al resultat econòmic de l'entitat.

### Actius no corrents
En l'ús modern de la comptabilitat financera, el terme actius fixos pot ser ambigu. En canvi, es prefereix el terme actius no corrents (utilitzat per les IFRS i els principis comptables generalment acceptats dels EUA (GAAP, XBRL) quan es fa referència als actius que no es liquidaran en l'exercici fiscal actual. Els actius no corrents específics (immobilitzat material, inversió immobiliària, fons de comerç, actius intangibles diferents del fons de comerç, etc.) s'han de referir amb el seu nom.
Els actius corrents d'una empresa de pastisseria serien el seu inventari (farina, llevat, etc.), el valor de les vendes degudes a l'empresa a partir del crèdit concedit (és a dir, deutors o comptes a cobrar) i l'efectiu al banc. Els seus actius no corrents serien el forn utilitzat per coure el pa, els vehicles de motor utilitzats per transportar els lliuraments i les caixes registradores que s'utilitzen per gestionar els pagaments en efectiu. Tot i que aquests actius no corrents tenen valor, no es venen directament als consumidors i no es poden convertir fàcilment en efectiu.
Els actius no corrents (fixos) són elements de valor que l'organització ha comprat i utilitzarà durant un període prolongat, normalment inclouen terrenys i edificis, vehicles de motor, mobles, equips d'oficina, ordinadors, accessoris i accessoris, i plantes i maquinària.. Aquests sovint reben un tractament fiscal favorable (en forma de bonificació per amortització) en contrast amb els actius a curt termini.
El cost d'un actiu fix és el seu preu de compra, inclosos els drets d'importació, després de restar els descomptes i descomptes comercials deduïbles. També inclou el cost de transport i instal·lació in situ de l'actiu i una estimació del cost de desmuntatge i retirada quan ja no sigui necessari per obsolescència o avaria irreparable.

## Tractament comptable
L'objectiu principal d'una entitat empresarial és ser rendible i augmentar la riquesa dels seus propietaris. Per fer-ho, la direcció ha d'exercir la diligència i la diligència deguda, fent coincidir les despeses d'un període determinat amb els ingressos del mateix període. El període d'ús dels actius generadors d'ingressos sol ser superior a un any, és a dir, a llarg termini. Per determinar amb precisió l’ingrés net (benefici) d'un període, s'ha de carregar l'amortització incremental del valor total de l'actiu als ingressos del mateix període. Fer-ho és necessari per determinar els ingressos nets.
El valor net comptable d'un actiu és la diferència entre el cost històric d'aquest actiu i la seva depreciació associada. Segons la majoria de normes de comptabilitat financera (Estat comptable estàndard (SAS) 3 i NIC 16), el valor de l'immobilitzat es registra i es reporta pel seu valor net comptable. A més, portar els actius al valor net comptable és la manera més significativa de capturar els valors dels actius per als propietaris de l'empresa i els inversors potencials.

## Amortització d'un actiu fix
L'amortització és la despesa generada per l'ús d'un actiu. És el desgast i, per tant, la disminució del valor històric a causa de l'ús. També és el cost de l'actiu menys qualsevol valor de recuperació durant la seva vida útil estimada. Un actiu fix es pot amortitzar mitjançant el mètode de línia recta, que és la forma més comuna d'amortització. L'amortització fiscal es calcula habitualment de manera diferent a la depreciació per als informes financers.